# Pelagornithidae
Die Pelagornithidae (Pseudozahnvögel) sind eine ausgestorbene Familie sehr großer Seevögel, die im Tertiär weltweit vorkamen. Fossilien aus dem Eozän wurden in der Antarktis, in England und Nigeria, aus dem Oligozän in South Carolina und dem Kaukasus gefunden. Aus dem Miozän sind die Vögel in Frankreich, Nordamerika und Neuseeland nachgewiesen.

## Merkmale
Die Vögel wurden sehr groß, Osteodontornis orri erreichte eine Flügelspannweite von 4,8 bis 6 Metern, und war damit, nach Argentavis magnificens der zweitgrößte flugfähige Vogel, der je gelebt hat. Pelagornis sandersi soll mit einer Flügelspanne von zwischen 6,0 und 7,4 Metern noch größer gewesen sein. Ihre Knochen waren sehr dünn, das Skelett sehr leicht gebaut und damit an den Segelflug angepasst. Da das Skelett so fragil war, konnten die Pelagornithidae wahrscheinlich nicht tauchen, sondern fingen ihre Nahrung schwimmend oder im Flug direkt von der Wasseroberfläche, ähnlich wie rezente Fregattvögel.

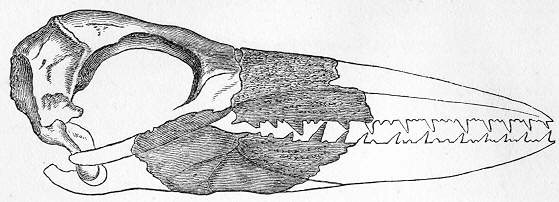
Zeichnung des Schädels von Odontopteryx toliapica

An den Seiten der großen Schnäbel hatten sie zahlreiche zahnartige, knöcherne Auswüchse des Ober- und Unterkiefers von unterschiedlicher Größe. Von allen anderen Vögeln unterscheiden sie sich dadurch, dass ihnen die knöcherne Symphyse im Unterkiefer fehlte. Wie die Ruderfüßer hatten sie ein Gelenk zwischen beiden Teilen des Unterkiefers und konnten ihn so beim Fischfang dehnen.

## Systematik
Früher stellten die meisten Autoren die Pelagornithidae in die Ordnung der Ruderfüßer (Pelecaniformes). Andere betonen, dass sie Merkmale der Ruderfüßer und der Röhrennasen (Procellariiformes) vereinen, und sehen in ihnen einen Beweis eines gemeinsamen Ursprungs der beiden Ordnungen oder stellen die Pelagornithidae gar in verwandtschaftliche Nähe zu den Gänsevögeln (Anseriformes).

## Gattungen
- Caspiodontornis
- Cyphornis
- Dasornis
- Gigantornis
- Macrodontopteryx
- Odontopteryx
- Osteodontornis
- Palaeochenoides
- Pelagornis
  - Pelagornis miocaenus (Lartet 1857; frühes und mittleres Miozän von Frankreich)
  - Pelagornis mauretanicus (Mourer-Chauviré & Geraada 2008; spätes Pliozän von Marokko)
  - Pelagornis chilensis (Gerald Mayr & David Rubilar 2010; spätes Miozän von Chile)
  - Pelagornis sandersi (Ksepka 2014; Oligozän von South Carolina)
- Protodontopteryx[1]
- Pseudodontornis
- Tympanoneisiotes